# Polypedilum vanderplanki
Chironome endormi
Espèce
Polypedilum vanderplanki, le chironome endormi, est une espèce d'insectes diptères nématocères de la famille des Chironomidae (moucherons non piqueurs).

## Distribution
Il est présent dans les régions semi-arides du continent africain (par exemple le nord du Nigeria et l'Ouganda).

## Description
Ses larves se trouvent dans de petits nids tubulaires dans la boue au fond de mares temporaires qui s'assèchent fréquemment. Dans ces conditions, le corps des larves se dessèche jusqu'à une teneur en eau aussi faible que 3 % en poids. À l'état déshydraté, les larves deviennent imperméables à de nombreuses conditions environnementales extrêmes et peuvent survivre à des températures allant de 3 K (-270 °C) à 375 K (102 °C), à des niveaux très élevés (7000 grays ) de rayons gamma et à une exposition au vide,. C'est l'un des rares métazoaires pouvant résister à une dessiccation presque complète (anhydrobiose) afin de survivre à des conditions environnementales défavorables. Une dessiccation lente (0,22 ml par jour) permet aux larves de synthétiser 38 g de tréhalose/individu, et toutes ont récupéré après réhydratation, alors que les larves déshydratées 3 fois plus vite n'ont accumulé que 6,8 g de tréhalose/individu et aucune d'entre elles n'a repris vie après réhydratation,. Des protéines LEA (Late Embryo Abundant), des antioxydants et des protéines de choc thermique sont probablement également impliquées dans le mécanisme de survie ,,. Cette espèce est considérée comme l'espèce d'insecte la plus tolérante au froid, capable de survivre à l'hélium liquide (−270 °C) jusqu'à 5 min. avec un taux de survie de 100 % lorsqu'il est desséché à une teneur en eau de 8 % .